# Pindorama do Tocantins
Pindorama do Tocantins är en kommun i Brasilien.   Den ligger i delstaten Tocantins, i den centrala delen av landet, 500 km norr om huvudstaden Brasília. Antalet invånare är 4 506.
Omgivningarna runt Pindorama do Tocantins är huvudsakligen savann. Runt Pindorama do Tocantins är det mycket glesbefolkat, med 2 invånare per kvadratkilometer.